# エリザベスタウン (ケンタッキー州)
エリザベスタウン（英: Elizabethtown）は、アメリカ合衆国ケンタッキー州の都市。ハーディン郡の郡庁所在地である。人口は3万1394人（2020年）。エリザベスタウン都市圏の中核である。さらに広域ではルイビル・ジェファーソン郡・エリザベスタウン・スコッツバーグ広域都市圏に含まれている。

## 地理
アメリカ合衆国国勢調査局に拠れば、市域全面積は25.8平方マイル (67 km2)であり、このうち陸地25.4平方マイル (66 km2)、水域は0.5平方マイル (1 km2)で水域率は1.77%である。
エリザベスタウン都市圏には、エリザベスタウンに匹敵する都市ラドクリフが含まれている。その他フォートノックス軍事施設の住宅地域、エイブラハム・リンカーンの教師ザカライア・ライニーが住んだ未編入町ライニービル、バイングローブ、グレンデール、ソノラ、ウェストポイント、アプトンがある。

## 気候
この地域の気候は暑く湿気た夏と、温暖から冷涼な冬が特徴である。ケッペンの気候区分では温暖湿潤気候（"Cfa"）に区分される。

## 歴史
サミュエル・ヘイクラフト・ジュニアが1869年に著した『エリザベスタウンの歴史』では「エリザベスタウンがその喜ばしい位置にあり、事業の意欲と活力のある人々がおり、鉄道施設があり、素晴らしい水があり、周辺には知的で紳士的な農夫がおり、世界でも最良の果物生産地であり、将来的には製造業が成長するに違いなく、大きな都市になったときに、出発点を振り返って見ることになるだろう。」と記していた。

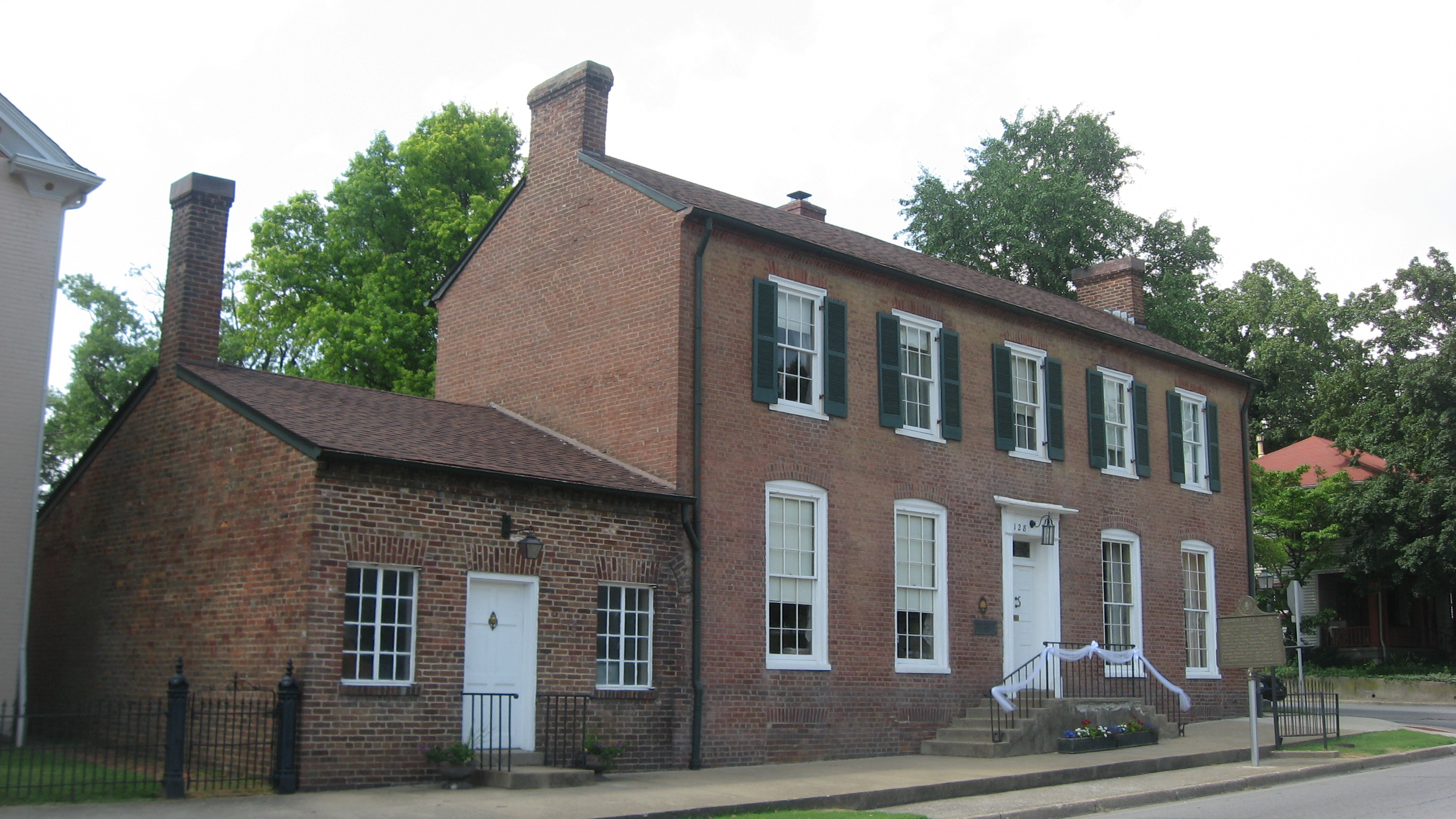
ブラウン・ピュージー邸

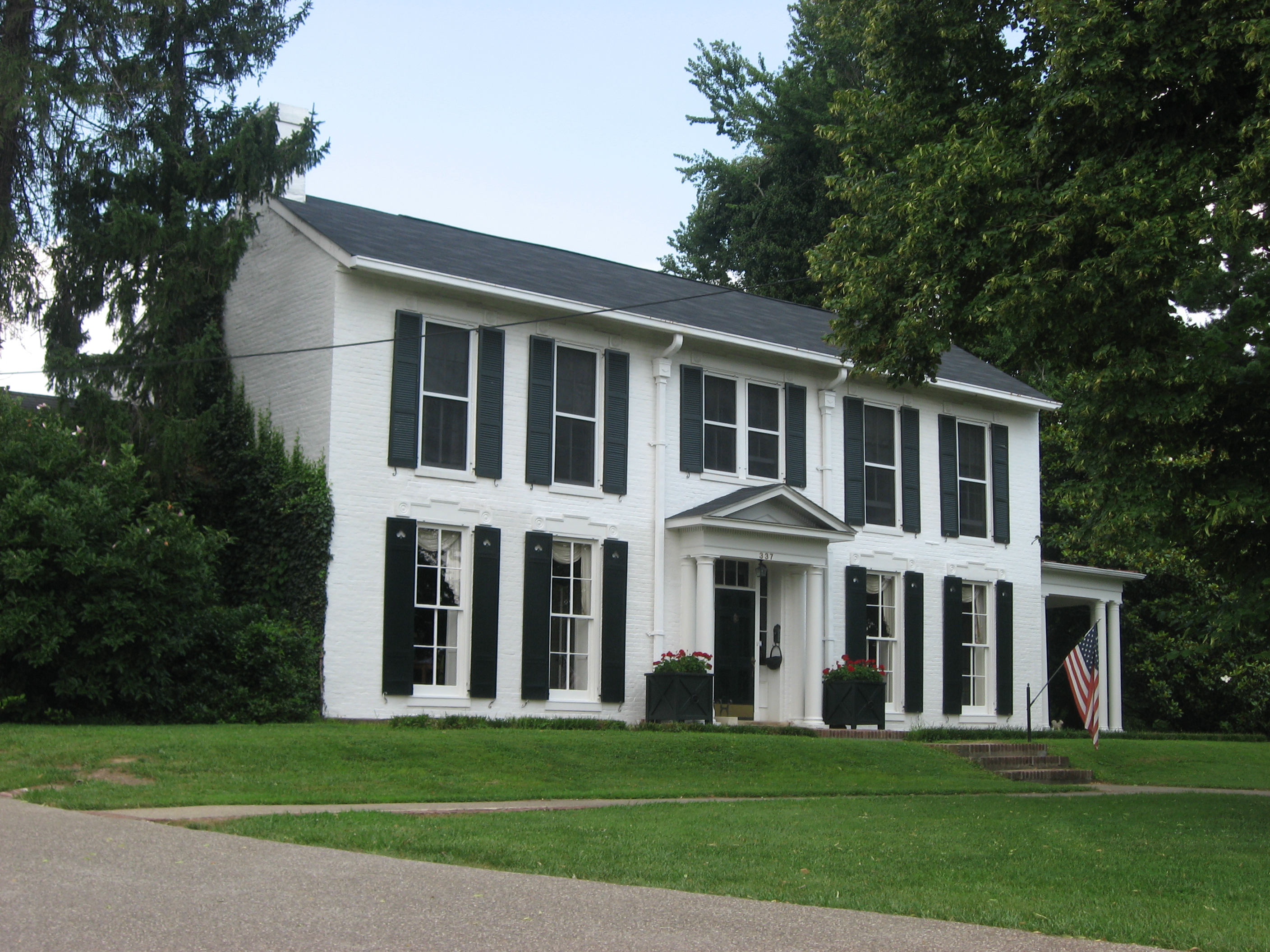
サミュエル・B・トマス邸

ハーディン郡は1793年に設立され、地元でインディアン部族と共に働いたインディアン・ファイター、ジョン・ハーディン大佐から名付けられた。それから数年の内に職業人や商売人が地域に入って住むようになった。1793年、ハインズ大佐が30エーカー (120,000 m2) の土地（この時までセバーンのバレー開拓地と呼ばれていた）を測量させ、区画割りしてエリザベスタウンの町を設立した。この名称はハインズの妻エリザベスにちなむものであり、法的には1797年に設立となった。
トマス・リンカーン（エイブラハム・リンカーン大統領の父）がサミュエル・ヘイクラフトを助けて、バレー・クリーク沿いヘイクラフトのミルで水門を建設した。1806年にリンカーンはナンシー・ハンクスと結婚した後、エリザベスタウンに立てた丸太小屋に住んだ。その娘サラは1807年に生まれた。それから間もなく一家はシンキング・スプリング農園に移転し、そこで1809年にエイブラハム・リンカーンが生まれた。トマス・リンカーンは1816年に家族を連れてインディアナ州に移転した。1818年に妻が死んだ後、エリザベスタウンに戻って、1816年から未亡人になっていたサラ・ブッシュ・ジョンストンと再婚した。トマスは、サラと3人の子供を連れてインディアナに戻り、サラがトマスの2人の子供たちの継母になった。
1850年3月5日、ケンタッキー州が、ルイビル・アンド・ナッシュビル鉄道会社が資金を集め、ルイビルからテネシー州境までナッシュビルの方向に鉄道を建設することを承認した。トマス・ヘルム大尉の孫、ジョン・L・ヘルムが1854年10月にこの鉄道会社の社長になった。ヘルムはエリザベスタウンを通る本線の建設を指示した。この鉄道は1858年にエリザベスタウンまで開通し、最初の列車が到着したのは同年6月15日だった。鉄道の開通で経済成長がもたらされ、南北戦争の時には鉄道沿線の重要な交易中心であり、戦略地点となった。
1862年12月27日、南軍の将軍ジョン・ハント・モーガンとその3,000名の騎兵隊がエリザベスタウンを攻撃した。この戦闘中、100発以上の砲弾が町に降り注いだ。モーガンはうまく町を占領したが、その主目的は鉄道と北部の交通を妨害することだった。モーガンは鉄道に沿って北に進軍し、橋脚を燃やし、線路の一部を破壊した。この戦闘後、公共広場の傍にある建物の側面に埋め込まれたままの砲弾が見つかった。1887年にこの建物を燃やした後に再建され、砲弾はその壁に最初にあった場所にできるだけ近く置き直され、現在も残っている。
レコンストラクション時代の1871年から1873年、ジョージ・アームストロング・カスター将軍が率いた第7騎兵隊と第4歩兵連隊の1個大隊が、エリザベスタウンに駐屯していた。この部隊は強制法の下に、解放奴隷や共和党員を攻撃していたクー・クラックス・クランを抑圧する任務があった。また南北戦争後に南部で盛んになった違法醸造所を摘発する任務もあった。カスター将軍とその妻エリザベスは、アーント・ベック・ヒルの寮の背後にあった小さなコテージ、現在ブラウン・ピュージー邸と呼ばれている家に住んでいた。

## 文化
この町は土地では「E-タウン」と呼ばれる。ルイビルとナッシュビルを繋ぐ州間高速道路65号線の沿線で2つある大都市の1つとされている。もう一つはボーリンググリーンである。2005年の映画『エリザベスタウン』はこの町の名前を採用していたが、エリザベスタウンは近年の商業開発で歴史ある建物が無くなったので、撮影はバーセイルズやルイビルで行われた。

### アルコール販売
ハーディン郡はドライ郡（禁酒郡）だが、100席以上があるレストランで、売り上げの70%以上が料理による場合に、昔からアルコールの販売が認められている。地元の人はこれを「ダンプ」あうりは「モイスト」と呼んでいる。
2011年10月4日時点で、エリザベスタウン、ラドクリフ、バイングローブの住人が各市域内でパッケージアルコールの販売を拡大することを住民投票で承認した。これら3都市の企業は、州の免許を得ておれば、パッケージに入ったアルコール、ワイン、ビールを販売できるようになった。
エリザベスタウンは最早禁酒郡ではない。半ウェット郡とは、バーは無いが、アルコールの販売はレストラン以外でも認められていることである。

## 交通
エリザベスタウン市にはエリザベスタウン地域空港があり、エリザベスタウン空港委員会が市に商業便を就航させる可能性を探索している。

## 人口動態
以下は2010年国勢調査による人口統計データである。
| 基礎データ - 人口: 28,531 人 - 世帯数: 15,711 世帯 - 家族数: 9,345 家族 - 人口密度: 361.6人/km2（936.6人/mi2） - 住居数: 12,664 軒 - 住居密度: 189.4軒/km2（490.5軒/mi2） 人種別人口構成 - 白人: 80.4%（非ヒスパニック: 78.1%） - アフリカン・アメリカン: 19.6% - ネイティブ・アメリカン: 0.34% - アジア人: 2.6% - 太平洋諸島系: 0.18% - その他の人種: 1.3% - 混血: 3.4% - ヒスパニック・ラテン系: 4.3% 年齢別人口構成 - 18歳未満: 25.1% - 18-24歳: 9.8% - 25-44歳: 27.5% - 45-64歳: 24.4% - 65歳以上: 13.2% - 年齢の中央値: 35歳 - 性比（女性100人あたり男性の人口） - 総人口: 91.9 - 18歳以上: 87.4 | 世帯と家族（対世帯数） - 18歳未満の子供がいる: 30.5% - 結婚・同居している夫婦: 43.2% - 未婚・離婚・死別女性が世帯主: 15.1% - 非家族世帯: 37.3% - 単身世帯: 32.1% - 65歳以上の老人1人暮らし: 10.9% - 平均構成人数 - 世帯: 2.34人 - 家族: 2.94人 収入と家計 - 収入の中央値 - 世帯: 40,720米ドル - 家族: 54,699米ドル - 性別 - 男性: 43,406米ドル - 女性: 30,310米ドル - 人口1人あたり収入: 23,627米ドル - 貧困線以下（2000年データ） - 対人口: 10.5% - 対家族数: 8.5% - 18歳未満: 14.6% - 65歳以上: 9.1% |

## 教育

### エリザベスタウン独立教育学区
- エリザベスタウン高校
- T・K・ストーン中学校
- モーニングスデール小学校
- ヘルムウッドハイツ小学校
- バレービュー教育センター

### ハーディン郡教育学区
ハーディン郡教育学区が市域内の一部をカバーしている。
- ブルーグラス中学校
- セントラルハーディン高校[11]
- G・C・バークヘッド小学校
- ハートランド小学校
- リンカーン・トレイル小学校
- ニューハイランド小学校

ジョン・ハーディン高校は住所がエリザベスタウンであり、住人が幾らかその校区に住んでいるが、実際にはラドクリフの市域に入っている。逆にセントラルハーディン高校はエリザベスタウン市域内にあるが住所はセシリアである。

### 私立学校
- セントジェイムズ・カトリック地域学校
- エリザベスタウン・クリスチャン・アカデミー
- グロリア・デイ・ルーテル学校

### 高等教育機関
エリザベスタウンにはケンタッキー・コミュニティ工科カレッジ・システムに属するエリザベスタウン・コミュニティ工科カレッジがある。西ケンタッキー大学の拡張キャンパスと、ウェストポート道路沿いにエンパイア美容学校（元ヘア・デザイン学校）がある。

## 姉妹都市
姉妹都市インターナショナルで指定される姉妹都市関係が1つある。
 日本福島県桑折町（こおりまち）

## 教会
アレゲーニー山脈より西で最初のバプテスト開拓地はエリザベスタウンのセバーンズ・バレー・バプテスト教会であり、エリザベスタウンの最初の名前を採っていた。カトリック教徒はネルソン郡から西に来ておりセントクレア教区のコールズバーグに入植し、その後エリザベスタウンのセントジェイムズ教区に入って来た。ルシンダ・ヘルムがユナイテッド・メソジスト教徒をエリザベスタウンに連れて来て、ヘルム記念ユナイテッド・メソジスト教会と名付けて記念した。エリザベスタウンの100以上の教会で12以上の会派が活動している。

## 著名な出身者
- ジョン・Y・ブラウン、アメリカ合衆国下院議員、第31代ケンタッキー州知事[13]
- スティーブ・デラバー、メジャーリーグベースボール選手、トロント・ブルージェイズ[14]
- ベンジャミン・ハーディン・ヘルム、南軍の准将[15]
- ジョン・L・ヘルム第18代および第24代ケンタッキー州知事[16]
- キーン・ジョンソン第45代ケンタッキー州知事[17]
- サラ・ブッシュ・ジョンストン、トマス・リンカーンの後妻、エイブラハム・リンカーンの継母
- トマス・リンカーン、エイブラハム・リンカーンの父
- ケニー・ペリー、PGAツアープロゴルファー[18]
- ケリー・ラザフォード、女優、テレビドラマ『ゴシップガール』などに出演[19]